# 黄水梨故居

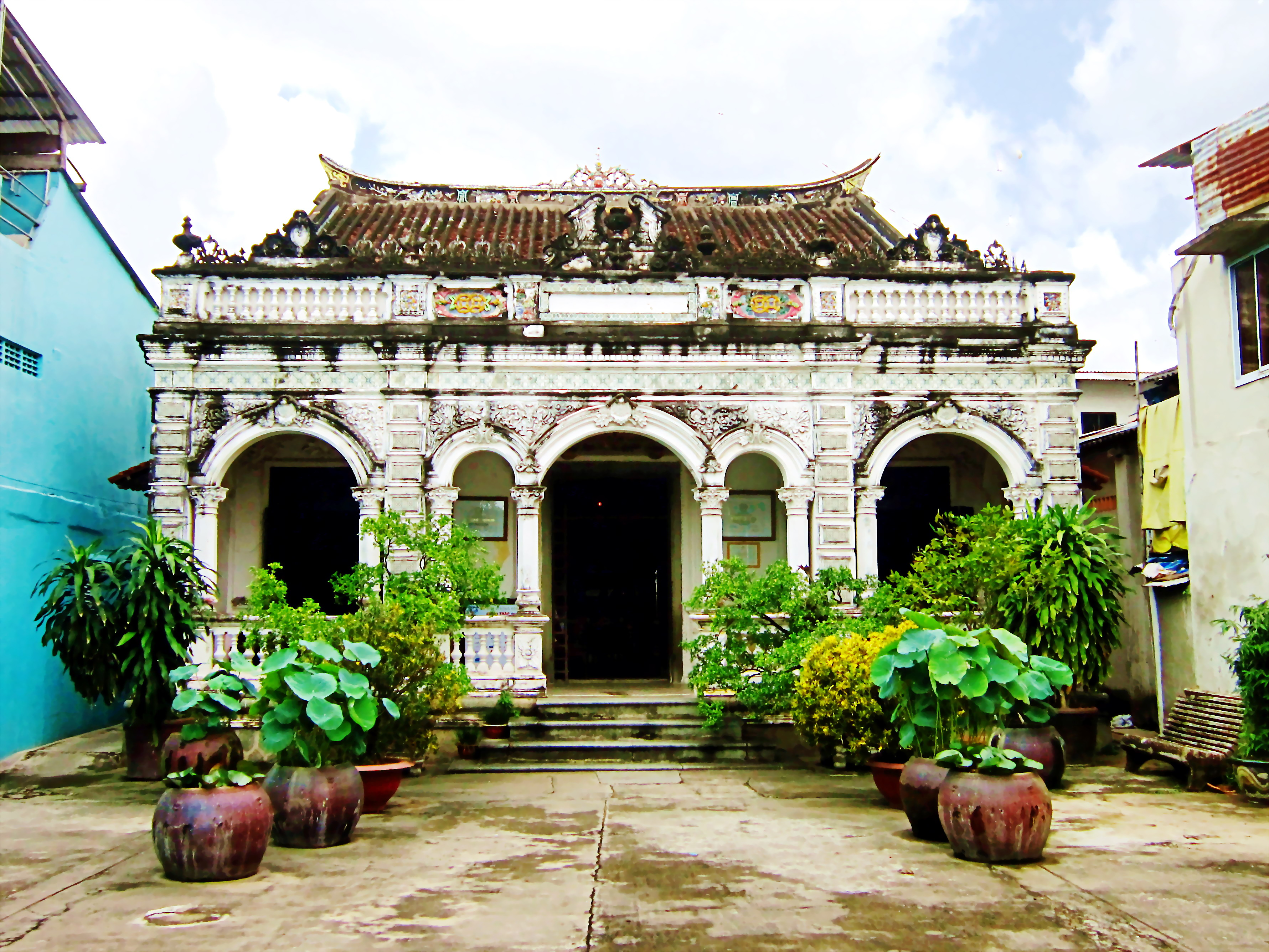

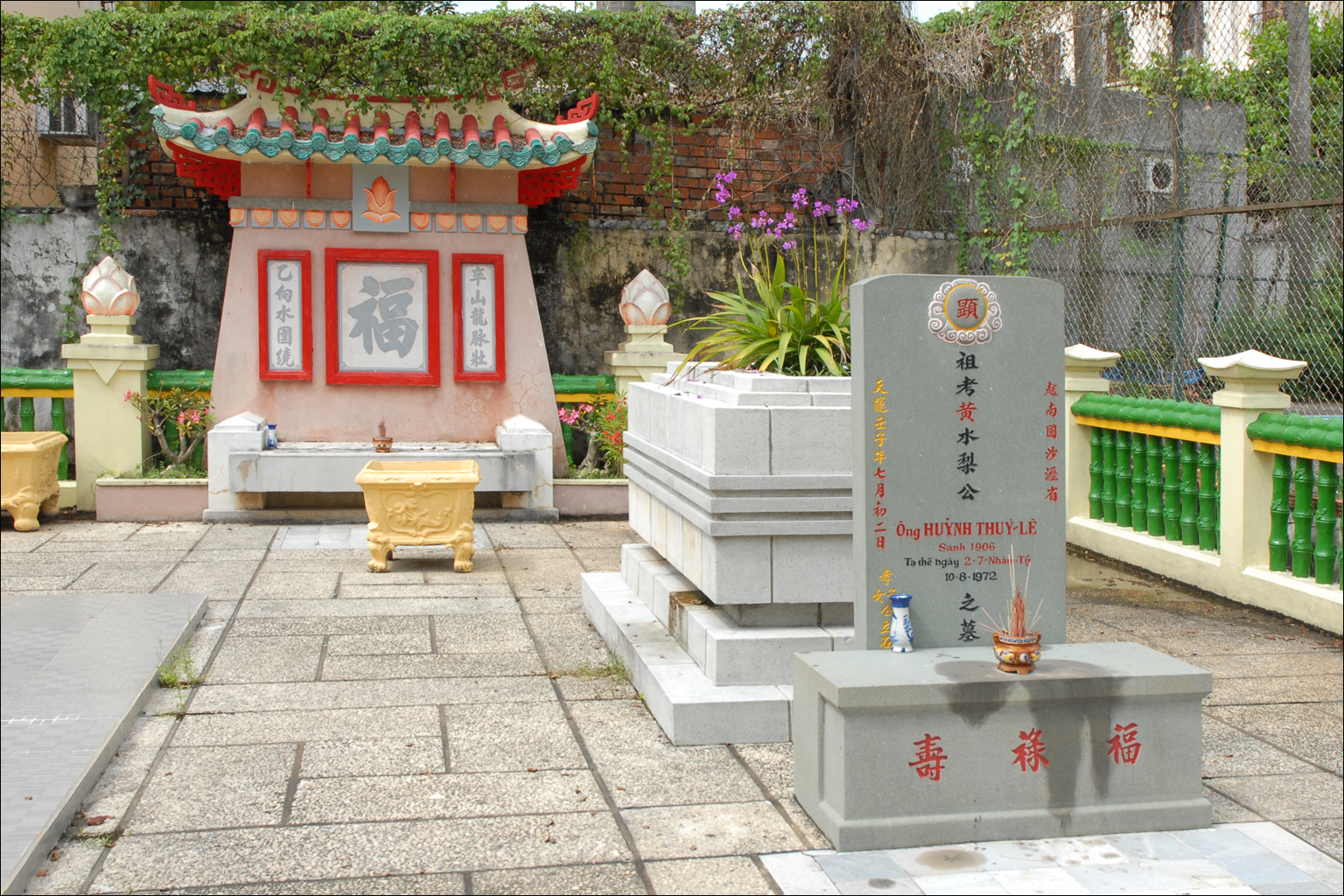
黄水梨墓

黄水梨故居是越南的一处国家级遗迹，由沙沥市华商黄锦顺于1895年在沙沥江畔建成，并于1917年重修，建筑风格东西合璧。
黄水梨（1906年—1972年；亦作黄水黎，或误译为胡陶乐、李云泰）是黄锦顺之子，曾与法国作家玛格丽特·杜拉斯有过一段恋情，据说是杜拉斯小说《情人》男主角的原型。